# Theodore H. Kitching
Theodore H Kitching, född 1866, död 1930, var kommendör i Frälsningsarmén i England. Kitching hade sekreterartjänster i Frankrike och Belgien samt var sekreterare åt Frälsningsarméns generaler William Booth och Bramwell Booth. Han var även sångförfattare.

## Sånger
- Hur underbart att vandra få med Gud